# Carl H. Ernst
Carl Henry Ernst (* 28. September 1938 in Lancaster, Pennsylvania; † 3. November 2018) war ein US-amerikanischer Herpetologe. Seine Forschungsschwerpunkte waren Schildkröten und Schlangen.

## Leben
Ernst war der Sohn von George Henry und Evelyn Mae Ernst, geborene Schlotzhauer. Er wuchs im siebten Bezirk von Lancaster auf und machte 1956 seinen Abschluss an der J.P. McCaskey High School. 1960 erwarb er den Bachelor of Science an der Millersville University of Pennsylvania und 1963 graduierte er zum Master of Education an der West Chester University. 1969 wurde er mit der Dissertation Natural history and ecology of the painted turtle, Chrysemys picta (Schneider) zum Ph.D. in Wirbeltierzoologie an der University of Kentucky promoviert. Im selben Jahr heiratete er Evelyn Marie Chasteen, eine Informationsstellenleiterin im National Science Resource Center. Aus dieser Ehe gingen zwei Töchter hervor.
Ernsts Lehrtätigkeit begann 1960 an der Hempfield High School, wo er bis 1966 Biologie unterrichtete und als Trainer der Ringermannschaft arbeitete. Von 1967 bis 1969 war er Assistenzprofessor in Biologie am Elizabethtown College. Von 1964 bis 1968 war er Lehrassistent für Wirbeltierzoologie und von 1967 bis 1969 war er Kurator der Wirbeltiersammlung der University of Kentucky. Von 1969 bis 1972 war er Assistenzprofessor für Biologie an der Southwest Minnesota State University. Von 1972 bis 1978 war er als außerordentlicher Professor und von 1978 bis 2003 als ordentlicher Professor für Biologie an der George Mason University in Fairfax, Virginia, tätig. 2004 ging er als emeritierter Professor in den Ruhestand. Ernst leitete Lehrgänge in Wirbeltierzoologie und -ökologie und er war Vorsitzender der Abteilung für Umweltwissenschaften und -politik. Während seiner Tätigkeit an der George Mason University als ordentlicher Professor für Biologie leitete er die Graduiertenstudiengänge von 51 Masterstudenten und 20 Doktoranden und wurde 1986 von der Universität zum Distinguished Professor of Herpetology ernannt.
Von 1972 bis 2016 war Ernst wissenschaftlicher Mitarbeiter in der Abteilung für Amphibien und Reptilien der Smithsonian Institution. Als versierter Forscher über Schlangen und Schildkröten veröffentlichte er über 240 wissenschaftliche Arbeiten in Fachzeitschriften und schrieb elf Bücher, darunter vier mit seinem Kollegen Roger W. Barbour und vier mit seiner Frau.
Ernst beschrieb McCords Scharnierschildkröte (Cuora mccordi), die Unterart Rhinoclemmys pulcherrima rogerbarbouri der Pracht-Erdschildkröte, die Unterart Platemys platycephala melanonota der Rotkopf-Plattschildkröte, die Unterart Cuora flavomarginata evelynae der Gelbrand-Scharnierschildkröte sowie die Unterart Platysternon megacephalum shiui der Großkopfschildkröte. 1987 beschrieb er in Zusammenarbeit mit Brent B. Nickol die Kratzwurmart Neoechinorhynchus lingulatus, die an der Florida-Rotbauch-Schmuckschildkröte (Pseudomys nelsoni) parasitiert.

## Dedikationsnamen
1992 benannten Jeffrey E. Lovich und Clarence John McCoy die Escambia-Höckerschildkröte (Graptemys ernsti) zu seinen Ehren von Carl H. Ernst.

## Schriften (Auswahl)
- mit Roger W. Barbour: Turtles of the United States. The University Press of Kentucky, Lexington 1972.
- mit Roger W. Barbour: Snakes of Eastern North America. George Mason University Press, Fairfax, Virginia 1989.
- mit Roger W. Barbour: Turtles of the World. Smithsonian Institution Press, Washington, D.C. 1989.
- Venomous Reptiles of North America. Smithsonian Institution Press, Washington, D.C. 1992.
- mit Roger W. Barbour und Jeffrey E. Lovich: Turtles of the United States and Canada. Smithsonian Institution Press, Washington, D.C. 1994
- mit George Robert Zug: Snakes in Question: The Smithsonian Answer Book. Smithsonian Institution Press, Washington, D.C. 1996; 2., revidierte Auflage veröffentlicht als Snakes: Smithsonian Answer Book. 2004.
- mit Evelyn M. Ernst: Snakes of the United States and Canada. Smithsonian Books, Washington, D.C. 2003.
- mit Evelyn M. Ernst: Synopsis of Helminths Endoparasitic in Snakes of the United States And Canada. Society for the Study of Amphibians & Reptiles, 2006.
- mit Robert P. Reynolds und Steve W. Gotte: Catalog of Type Specimens of Recent Crocodilia and Testudines in the National Museum of Natural History. Smithsonian Institution, Smithsonian Institution Scholarly Press, Washington, D.C. 2007.
- mit Evelyn M. Ernst: Venomous Reptiles of the United States, Canada, and Northern Mexico. Johns Hopkins University Press, Baltimore, Maryland, Band 1: Heloderma, Micruroides, Micrurus, Pelamis, Agkistrodon, Sistrurus. 2011, Band 2: Crotalus. 2012.